# تشارلز سولومون هوفمان
تشارلز سولومون هوفمان هو سياسي أمريكي، ولد في 8 أكتوبر 1865 في فينسينس في الولايات المتحدة، وتوفي في 6 مايو 1960. نشط حزبياً في الحزب الجمهوري. وقد انتخب نائب حاكم كانساس ‏.